# Михайловка (Ольгинский район)
В Михайловском районе Приморья тоже есть село Михайловка
В Чугуевском районе Приморья тоже есть село Михайловка
Миха́йловка — село в Ольгинском районе Приморского края. Административный центр Молдавановского сельского поселения.

## География
Расположено на левом берегу реки Аввакумовка.
Село стоит на автодороге местного значения, отходящей от трассы Р447 к селу Фурманово, до перекрёстка около 18 км, до райцентра посёлка Ольга около 54 км.

## История
Село было образовано в 1906 году и названо в честь геолога Михайлова. В 1938 году в селе была открыта начальная школа, которая располагалась в неприспособленном помещении. В 1953 году было выстроено новое здание, в котором по настоящее время находится школа. В 1938 году образован колхоз имени Горького. В 1961 году колхоз был реорганизован в совхоз, который длительное время обеспечивал Ольгинский район продукцией животноводства и растениеводства. В 1940 году образовано Аввакумовское лесничество.

## Население
| 1915 | 1926 | 2002 | 2006 | 2008 | 2010 |
| ---- | ---- | ---- | ---- | ---- | ---- |
| 90   | ↗117 | ↗150 | ↗176 | ↘160 | ↘158 |

В селе проживают представители коренных малочисленных народов Дальнего Востока — тазы 71 чел. (2002).

## Улицы
| - ул. Клубная, - пер. Клубный, - ул. Новая, | - ул. Строительная, - ул. Центральная, - ул. Школьная. |

## Экономика
Заготовка и переработка леса, животноводство, растениеводство, сбор даров тайги, рыбная ловля. Река Аввакумовка является нерестовой, в осеннее время происходит нерест кеты.